# Scheer (rivière)
Pour les articles homonymes, voir Scheer (homonymie).
La Scheer est une rivière qui nait d'un bras de l'Aubach près de Scherwiller. Elle conflue avec l'Andlau dans Fegersheim, à 135 m d'altitude.

## Géographie
La rivière coule en plaine d'Alsace.

### Le cours de la Scheer
La Scheer a son origine sur le territoire de la commune de Scherwiller, près de Sélestat. Elle se dirige vers le nord-nord-est, pour se jeter dans l'Andlau à Fegersheim.

### Affluents
- Ruisseau le Holzgiessen
- Rainbaechel
- Ruisseau la Schernetz
- Ruisseau la Scheer Neuve

### Communes traversées
Elle traverse les villes et villages suivants (sud au nord) :
- Scherwiller, Dambach-la-Ville, Epfig, Stotzheim, Ebersheim, Kogenheim, Sermersheim, Kertzfeld, Sand, Westhouse, Uttenheim, Bolsenheim, Schaeffersheim, Erstein, Limersheim, Nordhouse, Hipsheim, Ichtratzheim, Fegersheim.